# Чемпионат Европы по биатлону 2017

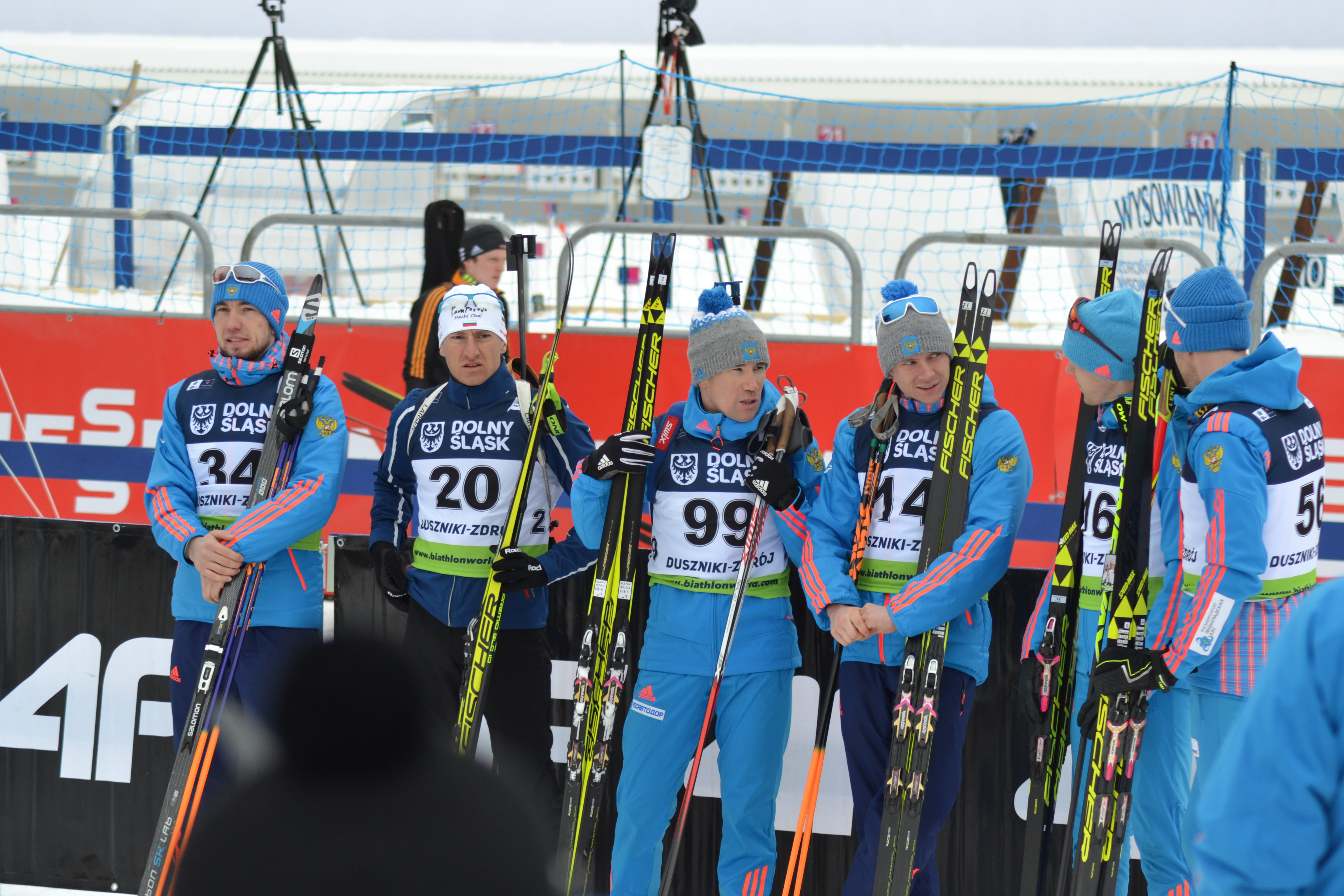

Открытый чемпионат Европы по биатлону 2017 года (англ. IBU Open European Championships 2017) проходил с 25 января по 29 января 2017 года в Душники-Здруй на Душники Арена (Duszniki Arena), (Польша). Биатлонная трасса расположена в Орлицких горах, считающихся низкогорьем (самая высокая точка — 850 метров).
В чемпионате принимали участие 34 национальных сборных, в том числе сборные Монголии, Бразилии, США, Канады, Австралии. От России выступали обладатели олимпийских медалей Евгений Гараничев, Дмитрий Малышко, Алексей Волков и Светлана Слепцова. Разыграно 8 комплектов медалей: по две в спринте, преследовании и индивидуальных гонках и по одной в смешанной и одиночной смешанной эстафете.

### Общий медальный зачет
| Место | Страна   |   |   |   | Всего |
| ----- | -------- | - | - | - | ----- |
| 1     | Россия   | 6 | 4 | 3 | 13    |
| 2     | Украина  | 1 | 1 | 2 | 4     |
| 3     | Болгария | 1 | 1 | 1 | 3     |
| 4     | Норвегия | 0 | 2 | 0 | 2     |
| 5     | Латвия   | 0 | 0 | 1 | 1     |
| 6     | Польша   | 0 | 0 | 1 | 1     |
| Всего |          | 8 | 8 | 8 | 24    |

## Результаты гонок чемпионата
| Гонка                                                                                   | Мужчины | Женщины |  |
| --------------------------------------------------------------------------------------- | --- | --- |  |
| Индивидуальная гонка 1. 25 января 2017 Мужчины: 20 км 2. 25 января 2017 Женщины: 15 км  | 1. Александр Логинов 49:54.3 (1) 2. Красимир Анев +11.4 (0) 3. Алексей Слепов +53.6 (0) 4. Юрий Шопин +1:02.3 (1) 5. Алексей Волков +1:35.6 (1) 6. Дмитрий Малышко +1:48.5 (1) 7. Сергей Бочарников +1:53.2 (1) 8. Тобиас Арвидсон +1:57.1 (0) 9. Эрленн Бьёнтегор +1:57.2 (2) 10. Эмильен Жаклен +2:05.5 (1) Финишный протокол           | 1. Ирина Старых 44:24.7 (0) 2. Светлана Слепцова +1:03.8 (1) 3. Анастасия Меркушина +1:05.0 (1) 4. Элизабет Хёгберг +1:37.9 (0) 5. Светлана Миронова +1:41.5 (2) 6. Каролин Хорхлер +1:41.8 (0) 7. Байба Бендика +2:28.9 (1) 8. Ольга Якушова +3:20.3 (2) 9. Дарья Виролайнен +3:29.9 (3) 10. Магдалена Гвиздонь +3:30.7 (2) Финишный протокол |  |
| Спринт 1. 27 января 2017 Мужчины: 10 км 2. 27 января 2017 Женщины: 7,5 км               | 1. Владимир Илиев 24:26.9 (1) 2. Александр Логинов +4.9 (0) 3. Красимир Анев +16.7 (0) 4. Андрей Расторгуев +17.3 (2) 5. Алексей Волков +28.1 (0) 6. Томаш Крупчик +28.8 (0) 7. Филипп Наврат +31.7 (1) 8. Ветле Шостад Кристиансен +41.5 (0) 9. Аристид Бегу +41.8 (0) 10. Фредрик Йесбакк +44.5 (1) Финишный протокол                   | 1. Юлия Джима 21:02.3 (0) 2. Светлана Слепцова +27.0 (0) 3. Ирина Старых +37.8 (1) 4. Надин Хорхлер +42.2 (0) 5. Дениз Херрман +47.7 (2) 6. Магдалена Гвиздонь +49.8 (1) 7. Вероника Виткова +53.9 (2) 8. Дарья Виролайнен +57.8 (2) 9. Анна Никулина +1:04.4 (0) 10. Марьон Рённинг Хубер +1:05.8 (0) Финишный протокол                       |  |
| Гонка преследования 1. 28 января 2017 Мужчины: 12,5 км 2. 28 января 2017 Женщины: 10 км | 1. Александр Логинов 31:46.2 (1) 2. Евгений Гараничев +27.8 (1) 3. Андрей Расторгуев +59.5 (4) 4. Алексей Волков +1:01.6 (1) 5. Красимир Анев +1:28.6 (2) 6. Ветле Шостад Кристиансен +1:31.4 (2) 7. Фредрик Йесбакк +1:31.7 (2) 8. Томаш Крупчик +1:34.0 (3) 9. Давид Коматц +1:36.2 (1) 10. Филипп Наврат +1:37.4 (3) Финишный протокол | 1. Ирина Старых 30:04.4 (0) 2. Юлия Джима +19.8 (2) 3. Светлана Слепцова +32.1 (1) 4. Вероника Виткова +47.8 (2) 5. Светлана Миронова +1:29.6 (3) 6. Моника Хойниш +1:29.8 (1) 7. Дарья Виролайнен +1:38.6 (4) 8. Анна Никулина +2:01.7 (2) 9. Надин Хорхлер +2:07.6 (3) 10. Ивона Фиалкова +2:08.6 (3) Финишный протокол                      |  |
| Одиночная смешанная эстафета 1. 29 января 2017 Женщины + Мужчины: 1х6 + 1х7,5 км        | 1. Россия 37:10.2 (0+7) (Дарья Виролайнен, Евгений Гараничев) 2. Норвегия +6.3 (0+7) (Ингрид Ланнмарк Тандревольд, Ветле Шостад Кристиансен) 3. Польша +13.9 (0+5) (Кристина Гузик, Гжегож Гузик) Финишный протокол | 1. Россия 37:10.2 (0+7) (Дарья Виролайнен, Евгений Гараничев) 2. Норвегия +6.3 (0+7) (Ингрид Ланнмарк Тандревольд, Ветле Шостад Кристиансен) 3. Польша +13.9 (0+5) (Кристина Гузик, Гжегож Гузик) Финишный протокол |  |
| Смешанная эстафета 1. 29 января 2017 Женщины + Мужчины: 2×6 + 2×7,5 км                  | 1. Россия 1:12:26.0 (0+6) (Ирина Старых, Светлана Слепцова, Алексей Волков, Александр Логинов) 2. Норвегия +36.4 (0+9) (Каролина Эрдаль, Марион Рённинг Хубер, Эрленн Бьёнтегор, Фредрик Йесбакк) 3. Украина +37.1 (1+6) (Анастасия Меркушина, Юлия Джима, Александр Жирный, Руслан Ткаленко) Финишный протокол                           | 1. Россия 1:12:26.0 (0+6) (Ирина Старых, Светлана Слепцова, Алексей Волков, Александр Логинов) 2. Норвегия +36.4 (0+9) (Каролина Эрдаль, Марион Рённинг Хубер, Эрленн Бьёнтегор, Фредрик Йесбакк) 3. Украина +37.1 (1+6) (Анастасия Меркушина, Юлия Джима, Александр Жирный, Руслан Ткаленко) Финишный протокол                                |  |